# Somatochlora flavomaculata
Somatochlora flavomaculata (Vander Linden, 1825) je vrsta iz familije Corduliidae. Srpski naziv ove vrste je Pegavi zeleni konjić.

## Opis vrste
Trbuh mužjaka je crn sa sitnim, žutim šarama. Trbuh ženke takođe, ali je znatno masivniji od trbuha mužjaka. Žute šare na trbuhu ženke su nešto krupnije, pa trbuh ostavlja generalno svetliji utisak. Grudi su metalikzelene, s tim da na grudima ženke postoje žute šare. Oči oba pola su zelene. Krila su providna, nežnožute boje sa tamnom pterostigmom. Ova vrsta je karakteristična za severnu Evropu, a na Balkanskom polu ostrvu ima isprekidan areal .

## Stanište
Stajaće vode bogate vodenom vegetacijom, močvare, vlažne livade, male bare i sl.       

## Životni ciklus
Parenje ove vrste se odvija u vazduhu. Nakon parenja ženke polažu svoja jaja u vodu. Larveno razviće ima više stupnjeva. Po završetku poslednjeg supnja larve se penju na obalne biljke gde eklodiraju i ostavljaju svoju egzuviju.

## Sezona letenja
Sezona letenja traje od kraja maja do avgusta.